# Nederlandse kampioenschappen schaatsen afstanden 2002 - 5000 meter vrouwen
De 5000 meter vrouwen op de Nederlandse kampioenschappen schaatsen afstanden 2002 werd gehouden op 4 november 2001 in Kardinge. Titelverdedigster was Marja Vis, die de titel pakte tijdens de Nederlandse kampioenschappen schaatsen afstanden 2001.

## Statistieken

### Uitslag
| #      | Schaatser            | Tijd    |
| ------ | -------------------- | ------- |
| Goud   | Tonny de Jong        | 7.33,87 |
| Zilver | Martine Oosting      | 7.34,82 |
| Brons  | Marja Vis            | 7.36,30 |
| 4      | Frédérique Ankoné    | 7.45,88 |
| 5      | Carien Kleibeuker    | 7.49,64 |
| 6      | Paulien van Deutekom | 7.49,66 |
| 7      | Helen van Goozen     | 7.49,67 |
| 8      | Rixt Meijer          | 7.56,22 |

## Uitslag
- Uitslagen NK Afstanden 2002 op SchaatsStatistieken.nl

1987 · 
1988 · 
1989 · 
1990 · 
1991 · 
1992 · 
1993 · 
1994 · 
1995 · 
1996 · 
1997 · 
1998 · 
1999 · 
2000 · 
2001 · 
2002 · 
2003 · 
2004 · 
2005 · 
2006 · 
2007 · 
2008 · 
2009 · 
2010 · 
2011 · 
2012 · 
2013 · 
2014 · 
2015 · 
2016 · 
2017 · 
2018 · 
2019 · 
2020 · 
2021 · 
2022 · 
2023 · 
2024 · 
2025